# Canonisations des papes Jean XXIII et Jean-Paul II
Les canonisations des papes Jean XXIII et Jean-Paul II, annoncées le 30 septembre 2013 lors d'un consistoire ordinaire public, ont eu lieu au cours d'une cérémonie religieuse solennelle le 27 avril 2014 place Saint-Pierre au Vatican et au cours de laquelle les deux bienheureux papes Jean XXIII et Jean-Paul II sont déclarés saints de l'Église catholique.

## Processus aboutissant aux canonisations

### Béatifications
Les béatifications de Jean XXIII et de Jean-Paul II ont ouvert la voie à des procédures en canonisation pour l'un comme pour l'autre. Le 2 juillet 2013, les évêques et cardinaux membres de la Congrégation pour les causes des saints se réunissent en assemblée plénière pour évoquer différents cas de béatifications et de canonisations. Dès le 5 juillet suivant, le pape François autorise la congrégation à promulguer le décret permettant la canonisation des bienheureux Jean-Paul II et Jean XXIII.
Cependant, ces deux procédures ont été traitées de manière différente : pour Jean-Paul II, un procès en canonisation a été mené à son terme en bonne et due forme, en un temps record alors que pour Jean XXIII, le pape François s'appuyant sur la « réputation de sainteté » a dérogé à cette procédure pour inscrire son nom au calendrier des saints. Lors du consistoire convoqué le 30 septembre 2013, le pape François fixe la date de la cérémonie de canonisation de ses deux prédécesseurs au 27 avril 2014, en la solennité de la miséricorde divine et correspondant à la date anniversaire des 75 ans du cardinal Stanislaw Dziwisz, actuel archevêque de Cracovie.

### Procédure de canonisation deJeanXXIII
Jean XXIII est béatifié le 3 septembre 2000 par Jean-Paul II. Le miracle qui a ouvert la voie à la béatification a eu lieu le 25 mai 1966, en faveur d'une religieuse italienne, sœur Caterina Capitani, de la congrégation des Filles de la charité, considérée comme mourante par les médecins à la suite d'une opération en vue de l'ablation d'une tumeur à l'estomac et qui a soudainement guéri après en avoir appelé à l'intercession du pape défunt.

### Procédure de canonisation deJean-PaulII

#### Béatification
La cause en béatification de Jean-Paul II est ouverte le 28 juin 2005 par le pape Benoît XVI. La cérémonie de béatification du pape défunt a lieu le 1er mai 2011 en présence d'un demi million de personnes.

#### Les deux miracles attribués àJean-PaulII
"La Congrégation pour la cause des saints, qui rassemble des cardinaux et des évêques, a jugé que l'intercession de Jean-Paul II était à l'origine de la guérison le 1er mai 2011, cinq ans et sept mois après la mort de Karol Wojtyla d'une Costa-Ricienne, Floribeth Mora Diaz, atteinte d'une maladie incurable. Les faits se sont produits dans la ville de La Union de Tres Rios. Une femme atteinte d’un anévrisme au cerveau a été guérie alors que sa famille priait à la mémoire du souverain pontife". Ce miracle s'ajoute à celui de la guérison d'une religieuse française, Marie Simon-Pierre Normand, atteinte de la maladie de Parkinson, qui avait permis la béatification de Jean-Paul II.

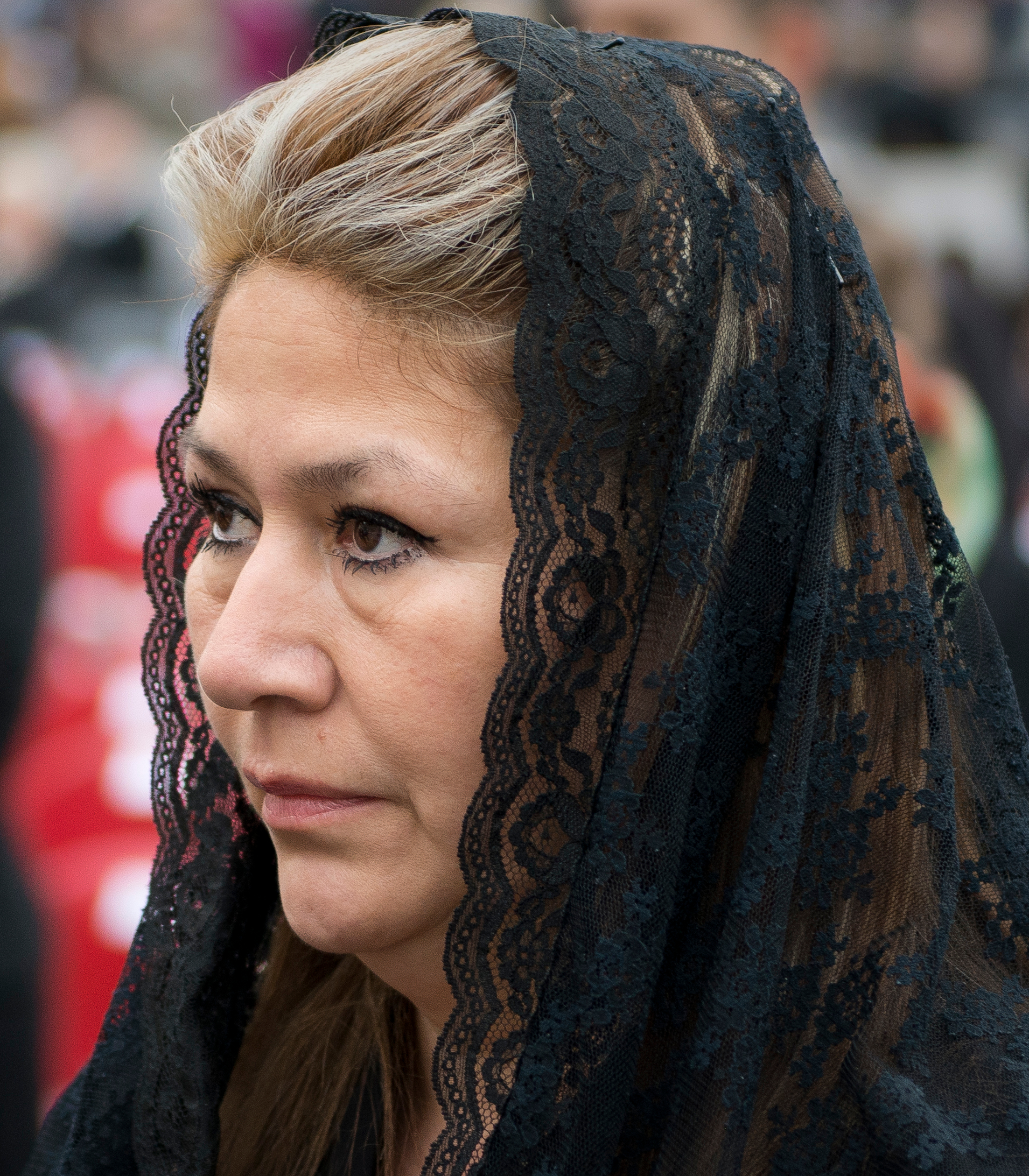
Floribeth Mora Diaz lors de la canonisation de Jean-Paul II
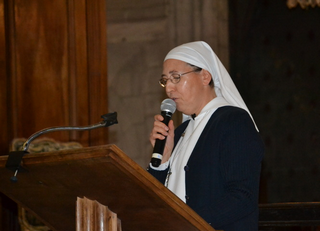
Sr Marie Simon-Pierre témoignage en la primatiale Saint Trophime d'Arles en 2016

## Déroulement de la cérémonie
800 000 pèlerins assistent à cette cérémonie dont un demi-million massé place saint-Pierre (qui a une capacité d'environ 198 000 personnes) et à proximité, les 300 000 autres dispersés autour des dix-sept écrans géants installés dans les endroits mythiques de Rome (Colisée, Forum romain, place Farnese...). Selon le ministre italien de la Justice Angelino Alfano, 10 000 personnes sont chargées d'assurer l'ordre, qu'il s'agisse de volontaires de la protection civile, de la Garde des finances, d'agents de police ou de carabiniers.

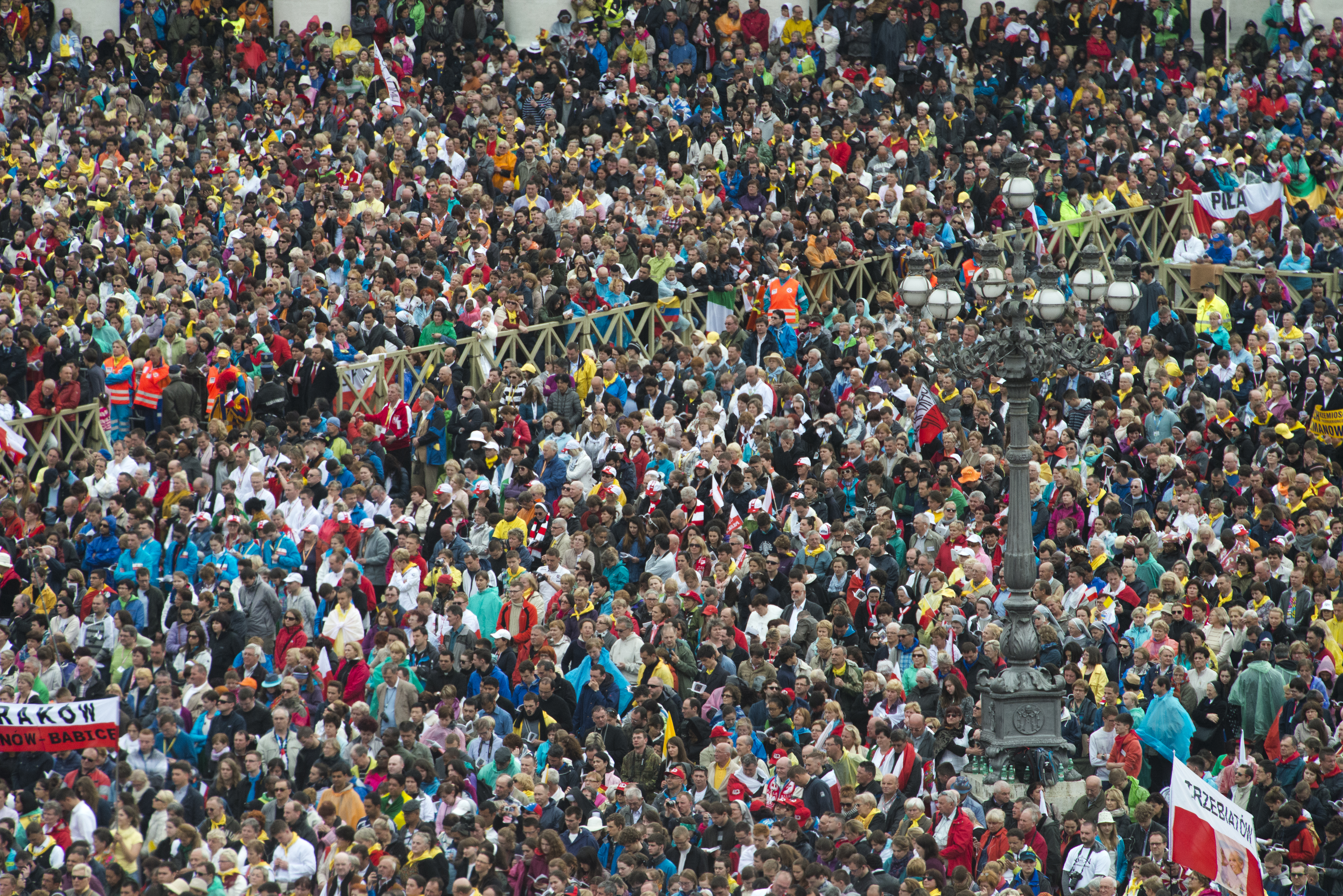
Les nombreux pèlerins assistant à la canonisation.

C'est la première fois dans l'histoire du christianisme qu'une double canonisation de papes a lieu le même jour, et, autre fait inédit, en présence de deux papes vivants, François, qui préside la cérémonie, et son prédécesseur Benoît XVI. Certains médias parlent déjà de « la messe des quatre papes »,.
Le Centre de télévision du Vatican (CTV) s'est associé à Eutelsat et neuf de ses satellites pour retransmettre en mondiovision la cérémonie sur des chaînes télévisées et dans des cinémas, le Vatican estimant à deux milliards le nombre de personnes prêtes à suivre l'événement. Pour la première fois dans l'histoire, un événement est retransmis en direct en 3D dans plus de 500 cinémas dans 20 pays à travers le monde et en 4K grâce à la collaboration entre le CTV, Sony et Sky Italia,.
Le choix du pape François de réaliser une double canonisation le même jour s'explique par plusieurs raisons. Il évite de passer de la papamania du vivant de Jean-Paul II à la papolâtrie, alors que son ancien secrétaire privé Stanisław Dziwisz, qui avait joué un rôle non négligeable dans la proclamation Santo subito, souhaitait une canonisation seule. Selon Philippe Maxence, cette double canonisation permet également au pape François de tourner la page de Vatican II dont Jean XXIII fut l'initiateur et Jean-Paul II son principal maître d'œuvre. Selon des vaticanistes comme John L. Allen, Jr., en associant deux papes, François entend réconcilier les libéraux (représentés par Jean XXIII) et les conservateurs (représentés par Jean-Paul II) de l'Église catholique. Enfin, ce choix est aussi en partie dicté par la décision de ne pas doubler les coûts d'une telle opération estimée à 7,8 millions d'euros.

## Rite de canonisation

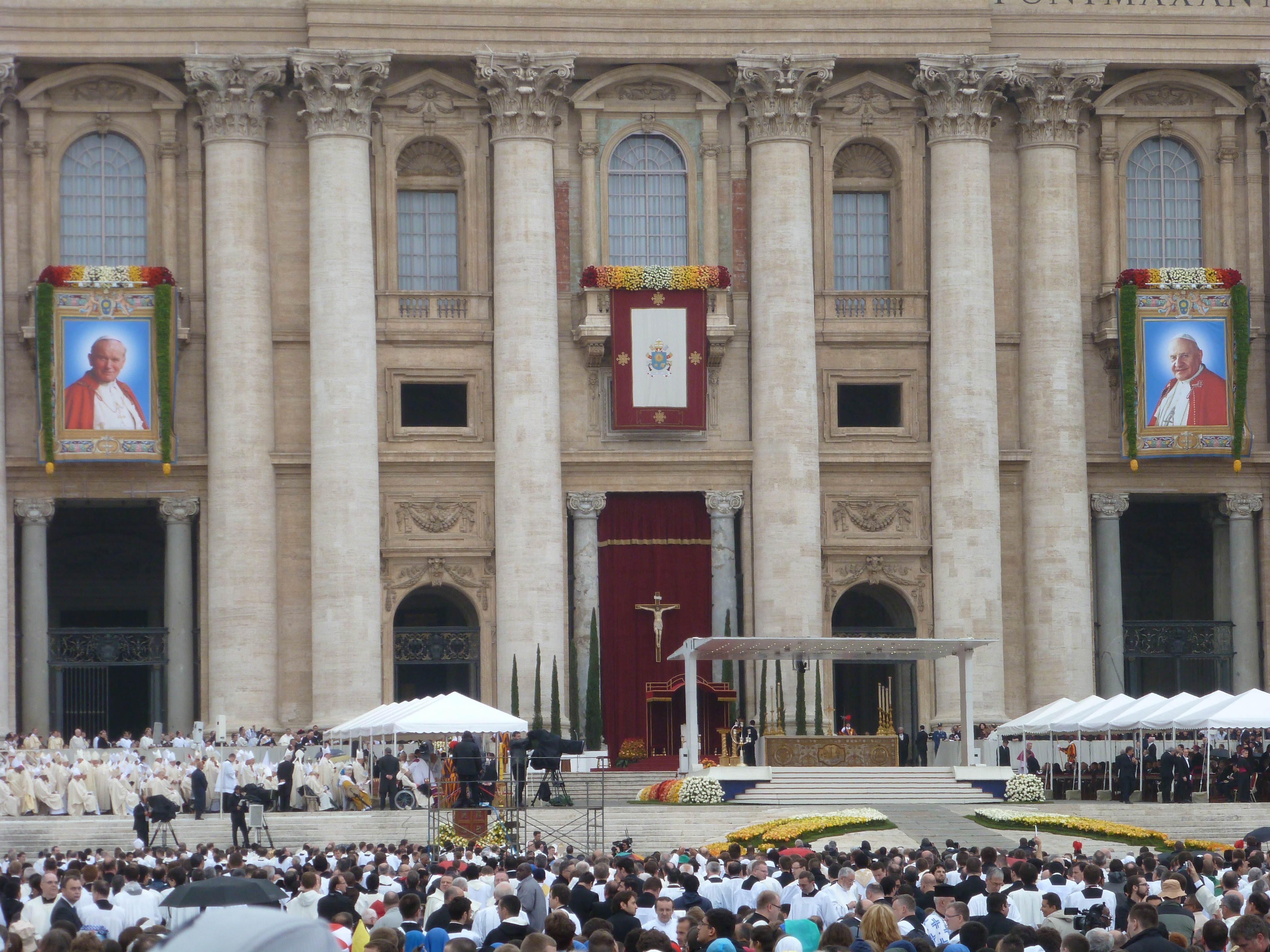
Célébration depuis le maître-autel placé sous un dais, les dignitaires ecclésiastiques étant disposés de part et d'autre dans des carrés placés sous les portraits géants de Jean XXIII et de Jean-Paul II accrochés sur la façade de la basilique.

En plus du pape émérite, entre 140 et 150 cardinaux, 1 000 évêques, 6 000 prêtres et 200 diacres sont présents à la messe de canonisation.
La cérémonie débute par l'arrivée du pape François dans une procession de cardinaux, d'évêques et de patriarches d'Orient qui chantent la litanie des saints. Au cours de l'antienne d'ouverture, François donne l'accolade à son prédécesseur Benoît XVI au premier rang parmi les cardinaux concélébrants. Puis le préfet de la Congrégation pour la cause des saints le cardinal Angelo Amato, accompagné des deux postulateurs des deux causes de canonisation, s'avance et demande par trois fois au pape de procéder à la canonisation de Jean XXIII et Jean-Paul II. Le pape répond à la première par une invitation collective à la prière, à la deuxième par le chant du Veni Creator et à la troisième par la formule consacrée en latin de canonisation. Cette formule est saluée par l'ovation de la foule et le carillon des cloches.
Puis les reliquaires ornés de rameaux d'olivier d'argent des deux saints (à l’intérieur se trouvent les reliques utilisées lors de leur béatification respective, à savoir un morceau de peau de Jean XXIII et une petite fiole du sang de Jean-Paul II issu d'un prélèvement sanguin), identiques, sont portés en procession et déposés à côté de l’autel,.
À l'issue du rite, Angelo Amato remercie le souverain pontife et lui demande de prononcer la canonisation dans une lettre apostolique, le pape lui répondant Decernimus, « nous ordonnons », ce qui déclenche quelques applaudissements. Débute alors la messe proprement dite du dimanche de la divine Miséricorde qui conclut l'octave de Pâques.

## Délégations officielles

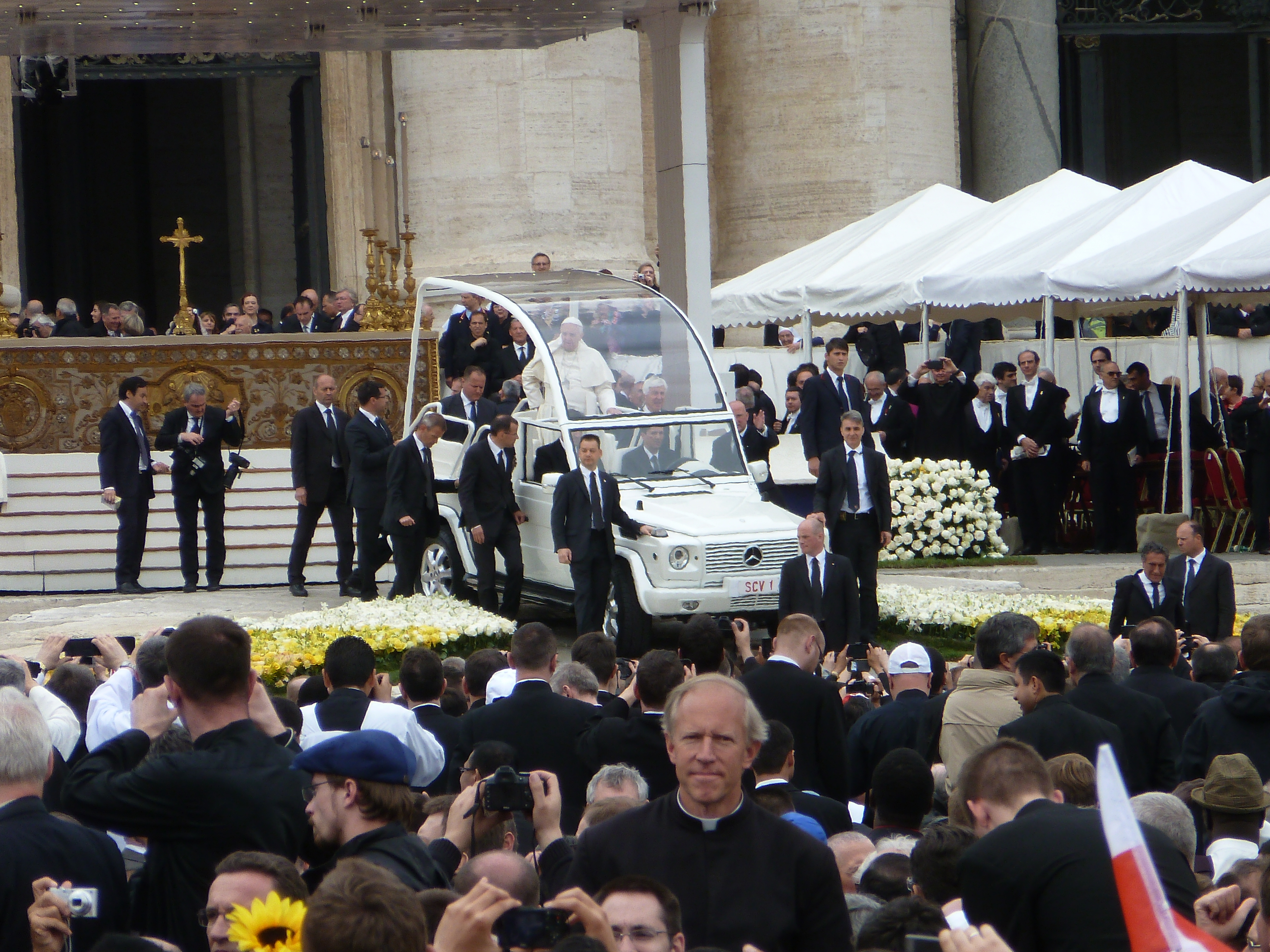
Bain de foule en papamobile.

Selon le Vatican, la messe de canonisation accueille 98 délégations d'États ou d'organisations internationales, dont 24 chefs d'État et têtes couronnées, 35 chefs de gouvernement, 24 premiers ministres et 23 ministres. Malgré l'ampleur mondiale de l'événement, peu de grandes personnalités ont répondu présent à l'invitation du pape François.
À l’issue de la messe, avant la prière du Regina Cœli qui remplace l’Angélus en cette période de l’année, le pape remercie tous ceux qui ont voulu rendre hommage aux deux papes. Puis les délégations défilent pour saluer le souverain pontife François. Enfin, le pape se livre à un bain de foule en papamobile, circulant entre les rangées de barrières métalliques.

### Pays représentés
| Pays                     | Délégations officielles | Titre |
| ------------------------ | --- | --- |
| Andorre                  | Joan-Enric Vives i Sicília | Co-Prince |
| Argentine                | Julián Domínguez | Président de la Chambre des députés |
| Belgique                 | Albert II Paola | Ancien Roi des Belges Ancienne Reine des Belges |
| Bosnie-Herzégovine       | Bakir Izetbegović | Président |
| Bulgarie                 | Rossen Plevneliev Plamen Orecharski Siméon II de Bulgarie Marguerite Gómez-Acebo Marie-Louise de Bulgarie                                          | Président Premier ministre Roi déchu et ancien Premier ministre Épouse du roi déchu Princesse de Bulgarie |
| Cameroun                 | Paul Biya | Président |
| Canada                   | Julian Fantino | Ministre des Anciens combattants |
| Côte d'Ivoire            | Henri Konan Bédié Henriette Koinzan Bomo Jeannot Kouadio-Ahoussou Jeanne Adjoua Peuhmond Robert Beugré Mambé Augustin Thiam                        | Ancien Président Ancienne Première dame Ancien Premier ministre Conseillère spéciale du président Gouverneur du district d’Abidjan Gouverneur du district de Yamoussoukro                                          |
| Croatie                  | Ivo Josipovic Zoran Milanovic | Président Premier ministre |
| Équateur                 | Rafael Correa | Président |
| Espagne                  | Roi Juan Carlos Ier Reine Sofia | Roi Reine |
| États-Unis               | John Podesta | Conseiller spécial du président |
| France                   | Manuel Valls Bernadette Chirac François Fillon Charles Revet Xavier Breton                                                                         | Premier ministre Ancienne Première dame Ancien Premier ministre Sénateur, président du groupe d’amitié France-Saint-Siège au Sénat Député, président du groupe d’amitié France-Saint-Siège à l'Assemblée nationale |
| Gabon                    | Ali Bongo Ondimba | Président |
| Guinée équatoriale       | Teodoro Obiang Nguema Mbasogo | Président |
| Hongrie                  | János Áder Viktor Orbán | Président Premier ministre |
| Honduras                 | Juan Orlando Hernández | Président |
| Irlande                  | Enda Kenny | Premier ministre |
| Italie                   | Giorgio Napolitano Clio Maria Bittoni Matteo Renzi                                                                                                 | Président Première dame Premier ministre |
| Kosovo                   | Atifete Jahjaga | Présidente |
| Ordre souverain de Malte | Matthew Festing | Grand maitre |
| Liban                    | Michel Sleiman Tammam Salam | Président Premier ministre |
| Liechtenstein            | Hans-Adam II Marie Kinský | Prince souverain Princesse consort |
| Lituanie                 | Dalia Grybauskaite Algirdas Butkevicius | Présidente Premier ministre |
| Luxembourg               | Grand-Duc Henri María Teresa Mestre | Grand-Duc Grande-Duchesse |
| Mexique                  | Angélica Rivera | Première dame |
| Paraguay                 | Horacio Cartes | Président |
| Pologne                  | Bronislaw Komorowski Anna Komorowska Donald Tusk Aleksander Kwaśniewski Jolanta Kwaśniewska Lech Wałęsa Danuta Wałęsa Ewa Kopacz Bogdan Borusewicz | Président Première dame Premier ministre Ancien Président Ancienne Première dame Ancien président Ancienne Première dame Présidente de la Diète Président du Sénat                                                 |
| Portugal                 | Rui Machete | Ministre des Affaires étrangères |
| Salvador                 | Mauricio Funes Salvador Sánchez Cerén | Président Vice-président |
| Slovaquie                | Ivan Gašparovič Robert Fico | Président Premier ministre |
| Slovénie                 | Borut Pahor Alenka Bratušek | Président Première ministre |
| Taïwan                   | Wu Den-yih | Vice-président |
| Ukraine                  | Andriy Dechtchytsia | Ministre des Affaires étrangères |
| Venezuela                | Elías Jaua | Ministre des Affaires étrangères |
| Zimbabwe                 | Robert Mugabe | Président |

### Organisations internationales
| Organisation                                                        | Drapeau                | Délégations officielles                                              | Titre |
| ------------------------------------------------------------------- | ---------------------- | -------------------------------------------------------------------- | --- |
| Union européenne                                                    | flag of Europe         | Herman Van Rompuy José Manuel Barroso Miguel Ángel Martínez Martínez | président du conseil européen président de la commission européenne vice-président de l'Assemblée parlementaire du Conseil de l'Europe |
| Programme alimentaire mondial                                       | flag of United Nations | Ertharin Cousin                                                      | directrice générale |
| Organisation des États américains                                   |                        | José Miguel Insulza                                                  | secrétaire général |
| Organisation des Nations unies pour l'alimentation et l'agriculture | flag of FAO            | José Graziano da Silva                                               | directeur général |

## Galerie

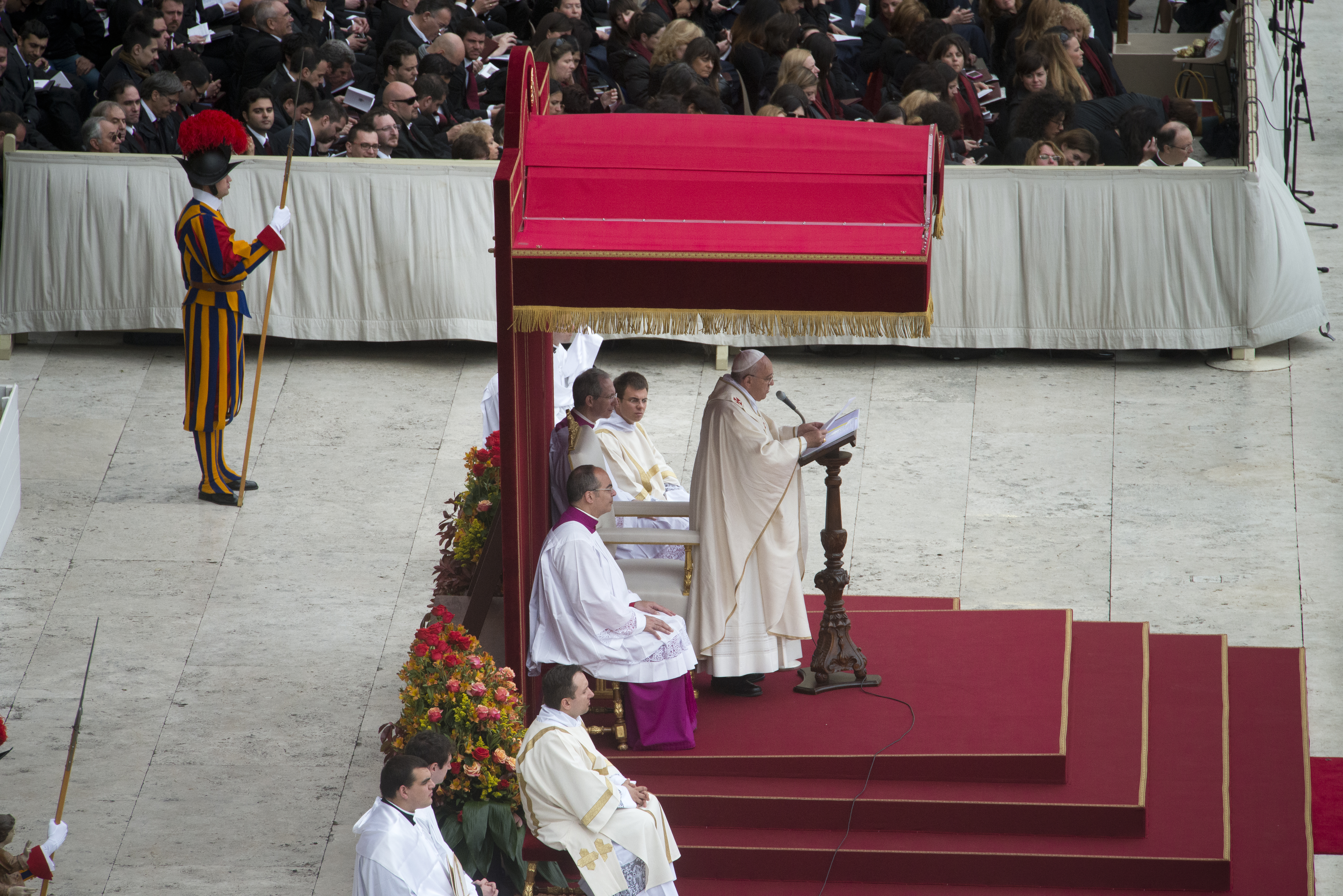
Le trône papal et le pape François derrière son pupitre sous un dais aux couleurs pourpres et aux parements dorés
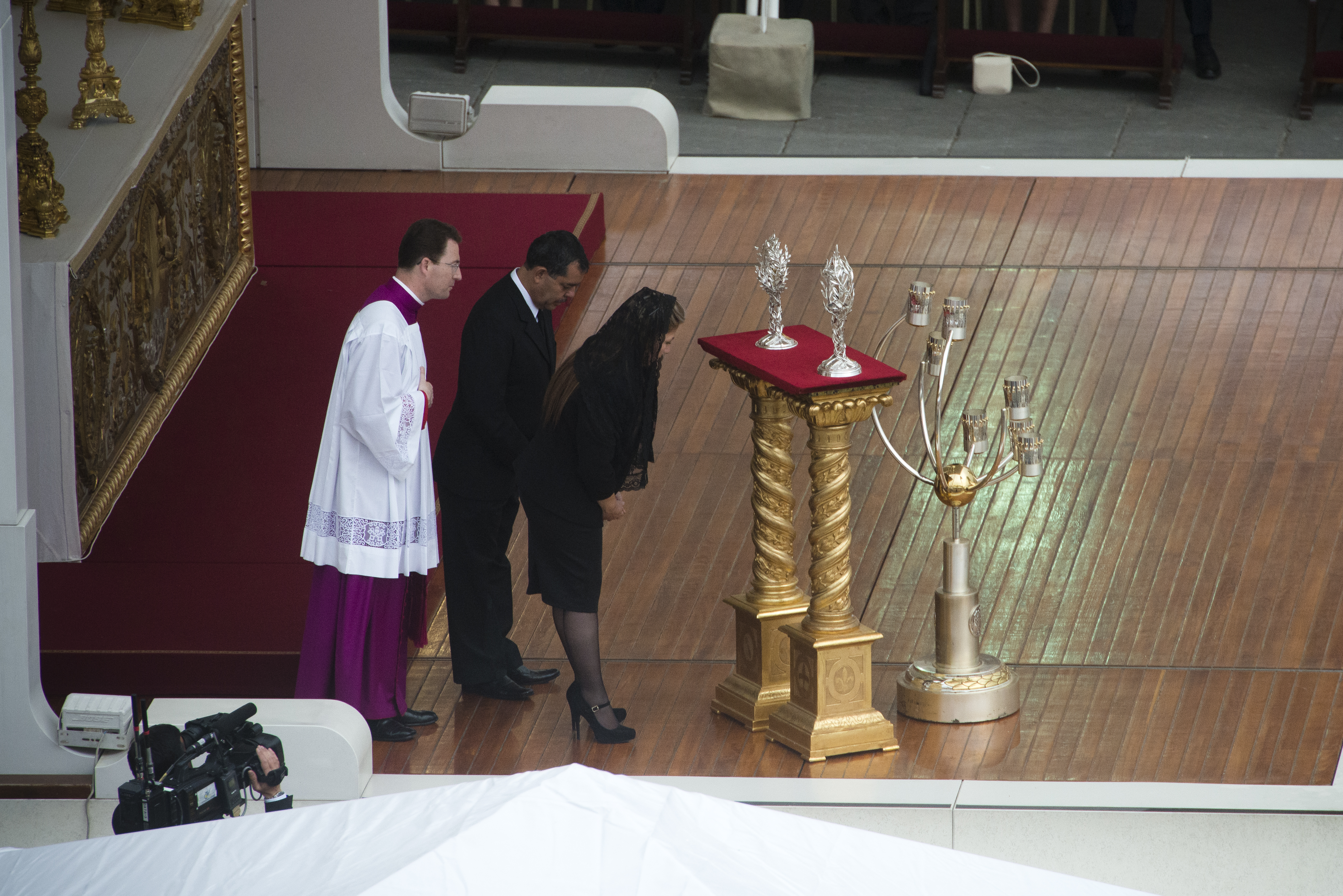
Le candélabre à sept branches et les deux reliquaires devant lesquels s'inclinent la miraculée Floribeth Mora Diaz et son mari, Edwin Antonio Arce Abarca
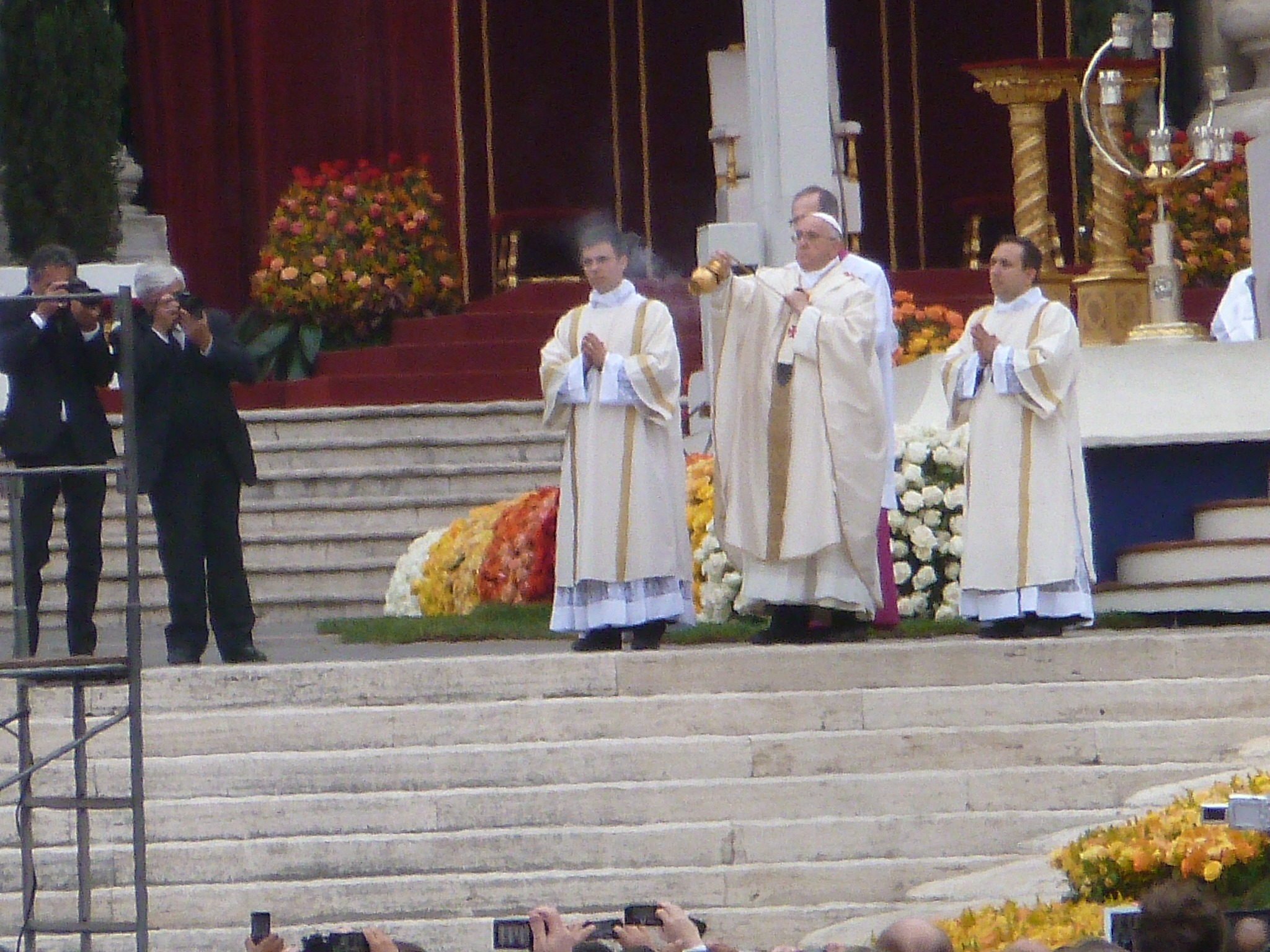
Le pape encense les fidèles, avec en arrière-plan le maître des célébrations liturgiques pontificales Guido Marini